# Papiro 50

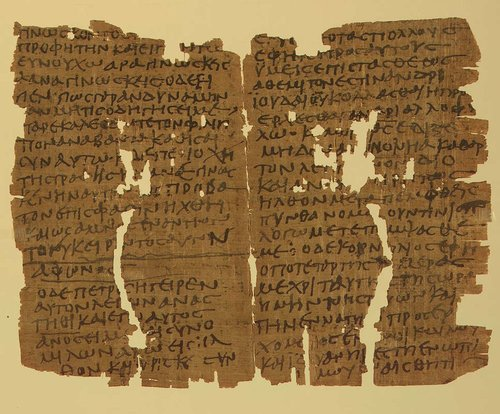
Papiro 50.

El Papiro 50 (en la numeración Gregory-Aland) designado como {\displaystyle {\mathfrak {P}}}50, es una copia antigua de una parte del Nuevo Testamento en griego. Es un manuscrito en papiro del libro de los Hechos de los Apóstoles y contiene la parte de Hechos 18:27-19:6.12-16. Ha sido asignado paleográficamente a principios de siglo III.
El texto griego de este códice es mixto. Presenta algunas peculiaridades ortográficas y algunas correcciones. Kurt Aland la designó a la Categoría III. El texto coincide con el Codex Sinaiticus y Vaticanus. Los Nombres sagrados abreviados son: ΙΛΗΜ, ΠΝΑ, ΑΝΟΣ, ΑΝΟΝ, ΘΣ, ΘΥ y ΚΥ.
El manuscrito fue comprado en París en 1993, por la Universidad de Yale junto con otros manuscritos de procedencia egipcia. El texto del códice fue publicado en 1937 por Carl H. Kraeling.
Este papiro se encuentra en la Biblioteca Beinecke de libros raros y manuscritos (P.CtYBR inv. 1543), en New Haven (Connecticut).